# TP d'Or 1989
Els premis TP d'Or 1989 foren entregats el 27 de febrer de 1990 a l'hotel Scala Melià Castilla de Madrid. L'acte fou presentat per Júlia Otero i Andrés Aberasturi.
| Categoria                            | Programa                                     | Persona                    | Resultat   |
| ------------------------------------ | -------------------------------------------- | -------------------------- | ---------- |
| Actor                                | Brigada Central i El Lute: camina o revienta | Imanol Arias               | Guanyador  |
| Actriu                               | El Lute: camina o revienta                   | Victoria Abril             | Guanyadora |
| Presentador                          | El día por delante                           | Pepe Navarro               | Guanyador  |
| Presentadora                         | A mi manera                                  | Nieves Herrero             | Guanyadora |
| Personatge més popular               | La luna                                      | Julia Otero                | Guanyadora |
| Sèrie Nacional                       | Brigada Central                              | Brigada Central            | Guanyadora |
| Serie Estrangera                     | Falcon Crest                                 | Falcon Crest               | Guanyadora |
| Informatiu diari i d'actualitat      | Punto y aparte                               | Punto y aparte             | Guanyador  |
| Musical                              | Rockopop                                     | Rockopop                   | Guanyador  |
| Concurs                              | El tiempo es oro                             | El tiempo es oro           | Guanyador  |
| Programa infantil                    | Cajón Desastre                               | Cajón Desastre             | Guanyador  |
| Actor català                         | Tot un senyor                                | Josep Sazatornil i Buendía | Guanyador  |
| Actriu catalana                      | Joc de dos                                   | Carme Sansa                | Guanyadora |
| Presentador català                   | la Parada                                    | Josep Maria Bachs          | Guanyador  |
| Presentadora catalana                | Com a casa                                   | Mari Pau Huguet            | Guanyadora |
| Sèrie catalana                       | Tres estrelles                               | Tres estrelles             | Guanyadora |
| Programa d'entreteniment català      | Tres pics i repicó                           | Tres pics i repicó         | Guanyador  |
| Personatge més popular d'ETB         | Tal para cual                                | Ramón García               | Guanyador  |
| Personatge més popular de Canal Sur  | Saque bola                                   | Emilio Aragón Álvarez      | Guanyador  |
| Personatge més popular de Telemadrid | Telenoticias                                 | Hilario Pino               | Guanyador  |
| Personatge més popular de Canal 9    | El show de Joan Monleón                      | Joan Monleon Novejarque    | Guanyador  |